# Cotnari

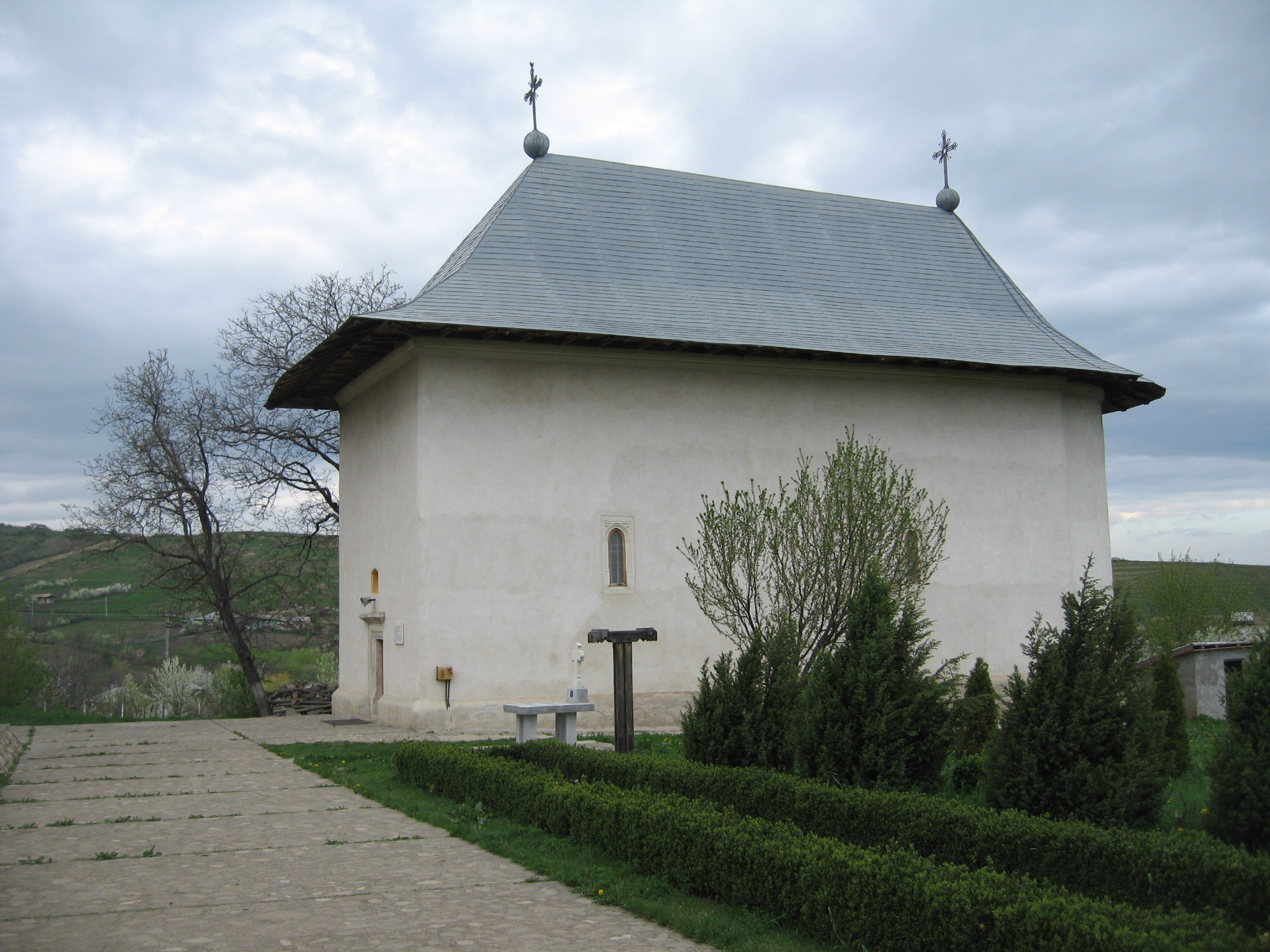
Cerkiew św. Paraskewy w Cotnari

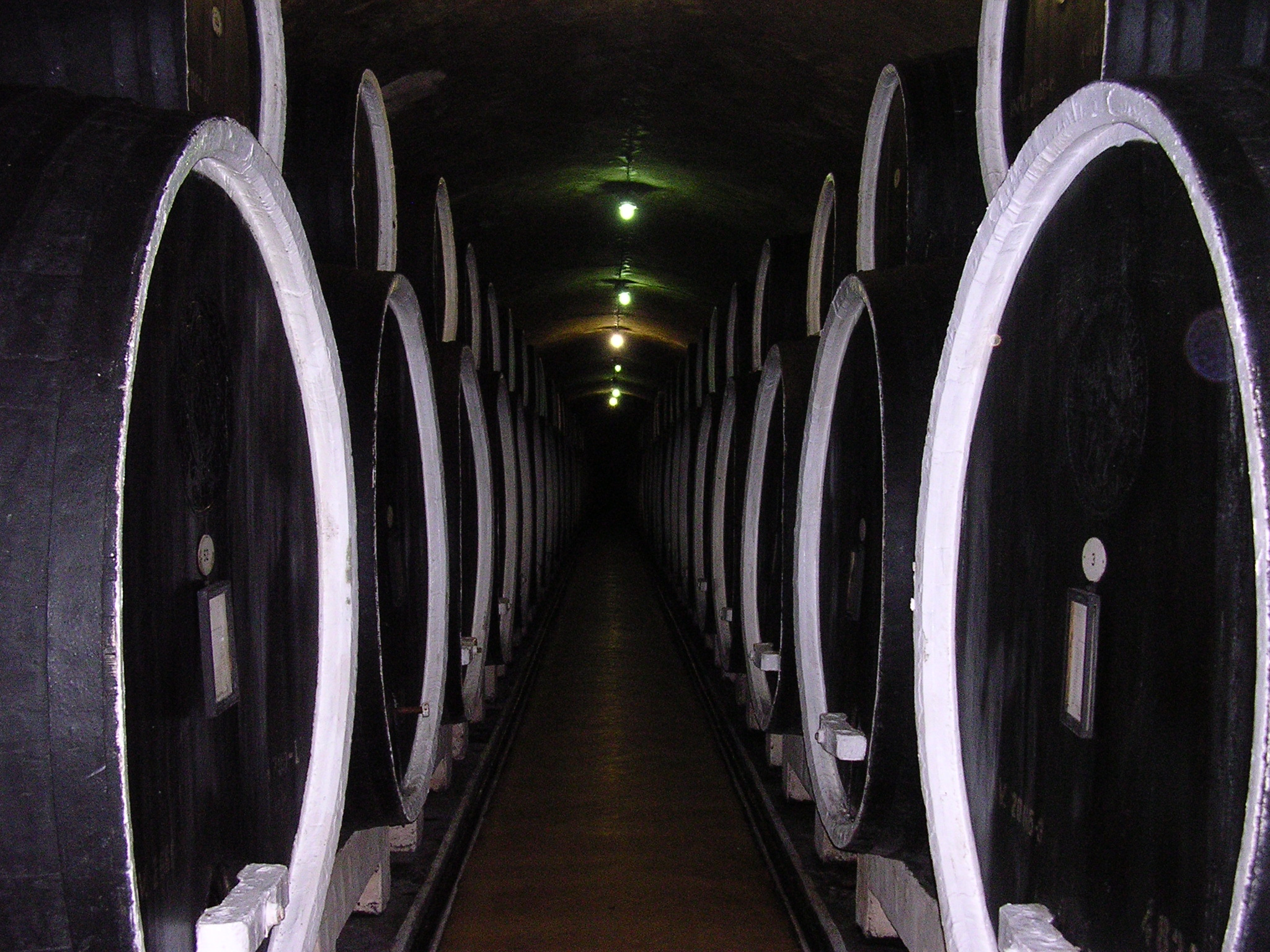
Piwnica winnicy Cotnari

Cotnari – miejscowość w Rumunii, położona w centralnej części Mołdawii, w okręgu Jassy, ok. 70 km na zachód od Jass. Centrum jednego z najważniejszych rumuńskich regionów winiarskich.
Obecnie jest to wieś, której większość mieszkańców zatrudniona jest w przemyśle winiarskim - znajduje się tutaj fabryka win "Cotnari". Produkowane tutaj wina należą do najbardziej znanych gatunków win rumuńskich, szczególnie Grasa de Cotnari.

## Historia
Tradycje produkcji wina w tym rejonie sięgają starożytności. Szczególny rozkwit winnice tutejsze osiągnęły w XV-XVI w., gdy wino dominowało na rynku lokalnym (w tym na stole hospodarów mołdawskich), a także było eksportowane (m.in. bardzo popularne w Polsce). W tym okresie Cotnari należało do najbardziej znaczących miejscowości mołdawskich. W 1493 z fundacji hospodara Stefana Wielkiego wzniesiono tutaj cerkiew pod wezwaniem św. Paraskewy w stylu mołdawskim, istniejącą do dzisiaj. Z kolei w latach 1561-1563 z fundacji hospodara Jakuba Heraklida Despota zbudowano w Cotnari kościół katolicki (z późnogotyckiej świątyni pozostały dzisiaj tylko ruiny) oraz uruchomiono tzw. szkołę łacińską - schola latina (stanowiącą główne centrum rozprzestrzeniania się kultury łacińskiej w Mołdawii w tym okresie, a także wpływów polskich, odnowioną potem przez hospodara Piotra Kulawego); Cotnari, zaludnione w większości przez Niemców i Węgrów, stanowiło wówczas centrum katolicyzmu w Mołdawii.
Miasto podupadło na początku XVII w. wskutek zniszczeń wojennych, wraz z nim także produkcja win. Ponowną katastrofą dla winnic była epidemia filoksery w końcu XIX w.

## Literatura
- W. Korsak, J. Tokarski, Rumunia, Pascal 2004, s. 198-199.
- Ł. Galusek, M. Jurecki, A. Dumitru, Rumunia. Mozaika w żywych kolorach, Bezdroża 2004, s. 227-228.
- J. Demel, Historia Rumunii, Ossolineum 1970, s. 183.
- R. Brykowski, T. Chrzanowski, M. Kornecki, Sztuka Rumunii, Ossolineum 1979, s. 72.